# Delta1 Telescopii
Delta1 Telescopii (δ1 Telescopii; kurz δ1 Tel) ist mit einer scheinbaren Helligkeit von 4,94m ein dem bloßen Auge sehr lichtschwach erscheinender Stern des nur in südlicheren Breiten sichtbaren Sternbilds Teleskop. Nach im Dezember 2020 veröffentlichten Auswertungen der Messergebnisse der Raumsonde Gaia ist der Stern etwa 640 Lichtjahre von der Erde entfernt. Der auf der Sichtlinie zwischen δ1 Telescopii und der Erde vorhandene interstellare Staub schwächt die scheinbare Helligkeit des Sterns wegen der Extinktion um ungefähr 0,29m.
Der Spektraltyp und die Leuchtkraftklasse von δ1 Telescopii sind B6 IV. Demnach ist der Stern ein blauweiß leuchtender, heißer Unterriese, der sich bereits von der Hauptreihe wegentwickelt hat. Er besitzt etwa die 4,5fache Sonnenmasse und den 4,7fachen Sonnendurchmesser.
δ1 Telescopii bildet einen optischen Doppelstern mit dem am Firmament etwa 0,16° von ihm entfernt stehenden, nur 5,05m hellen Stern δ2 Telescopii, dessen Distanz von der Erde circa 1130 Lichtjahre beträgt. Doch hat δ1 Telescopii auch einen gravitativ an ihn gebundenen Begleiter, der wegen seiner geringen Distanz vom Hauptstern von der Erde aus nicht beobachtbar ist, sondern nur aufgrund der von ihm bewirkten periodischen Verschiebungen der Spektrallinien der Hauptkomponente nachweisbar ist (spektroskopischer Doppelstern). Die Umlaufperiode beträgt etwa 18,8 Tage und die Exzentrizität des Orbits 0,51. Die große Halbachse der Umlaufbahn ist mindestens 14,5 Millionen km groß, doch ist der genaue Wert aufgrund der noch nicht ermittelten Bahnneigung sehr unsicher.